# شبکه وریدی پشتی دست
شبکه وریدی پشتی دست شبکه ای از سیاهرگ ها در داخل فاسیای سطحی  در دورسال (پشت) دست است. توسط وریدهای متاکارپ پشتی تشکیل می شود، و به وریدهایی مانند ورید سفالیک و ورید بازیلیک ختم می شود.